# Evangeli dels ebionites

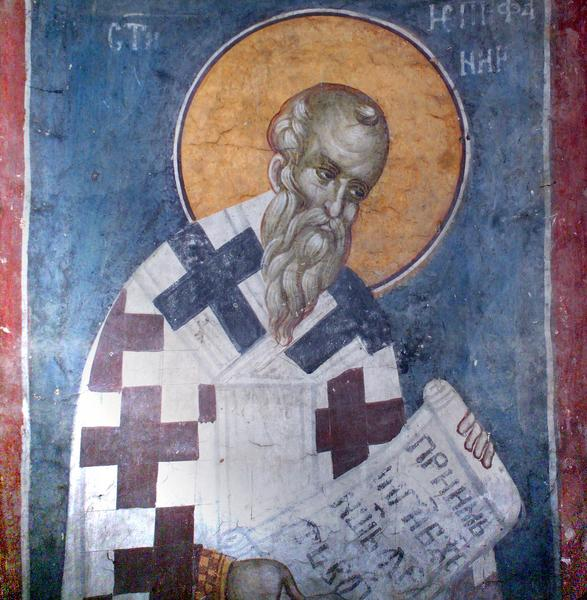
El llibre Panarion, d'Epifani I de Constància, és la principal font d'informació sobre el Evangeli dels ebionites.

L'Evangeli dels ebionites o Evangeli dels Dotze és el nom convencional donat pels estudiosos a un evangeli apòcrif conegut només per set cites breus d'una heresiologia, el Panarion, d'Epifani I de Constància. Es va identificar erròniament amb l'Evangeli dels Hebreus, i es va creure que podia ser una versió truncada i modificada l'Evangeli segons Mateu. Els fragments trobats d'aquest Evangeli van servir per una polèmica teològica que assenyalava les inconsistències en les creences i pràctiques d'una secta cristiana jueva coneguda com els ebionites en relació amb la ortodòxia nicena.
Els fragments conservats es deriven d'una harmonia dels evangelis sinòptics, composta en grec amb diverses expansions i compendis que reflecteixen la teologia de l'escriptor. Les característiques distintives inclouen l'absència del naixement virginal i de la genealogia de Jesús; una cristologia adopcionista, en la qual Jesús és elegit per ser el Fill de Déu en el moment del seu baptisme; l'abolició dels sacrificis jueus per Jesús; i una advocació al vegetarianisme.Es creu que va ser creat en algun moment durant la meitat del segle ii en o al voltant de la regió a l'est del riu Jordà. Encara que es diu que l'evangeli era utilitzat pels ebionites durant el temps de l'església primitiva, la identitat del grup o grups que el van utilitzar segueix sent una qüestió de conjectures.
L'Evangeli dels ebionites és un dels diversos evangelis judeocristians, juntament amb l'evangeli dels Hebreus i l'evangeli dels Natzarens; tots van sobreviure només en fragments, recuperats per les cites dels Pares de l'Església. A causa del seu estat fragmentari, les relacions, si hi fossin, entre els evangelis judeocristians i un hipotètic Evangeli hebreu original són incertes i han estat un tema d'investigació acadèmica intensiva. L'evangeli ebionita ha estat rconsiderat diferent dels altres, i s'ha identificat més estretament amb el perdut Evangeli dels Dotze. No mostra dependència de l'Evangeli de Joan i és de naturalesa similar a les paraules de l'Evangeli harmonitzades sobre la base dels evangelis sinòptics utilitzats per Justí Màrtir, encara que és incerta una relació entre ells. Hi ha una similitud entre l'evangeli i un document que figura dins dels Reconeixements clementins (1,27-71), denominats convencionalment pels estudiosos com les Ascensions de Sant Jaume, pel que fa a l'ordre d'abolir els sacrificis jueus. 

## Rerefons
Es creu que Epifani va posseir un evangeli que ell va atribuir als ebionites quan era bisbe de Salamina, Xipre. Ell és l'únic dels Pares de l'Església que identifica Xipre com una de les "arrels" dels ebionites. L'evangeli, com hem dit, només sobreviu en set breus fragments que reprodueix Epifani en el capítol 30 del Panarion, o "Farmaciola", (c. 377) quan inicia una polèmica contra els ebionites. Les seves cites són freqüentment contradictòries i es pensa que estan basades en part en les seves pròpies conjectures. Les diverses fonts d' informació es van combinar per indicar les inconsistències en les creences i pràctiques ebionites en relació amb l'ortodòxia nicena, possiblement per servir, de manera indirecta, com una polèmica contra els arrians del seu temps.
El terme Evangeli dels ebionites és una convenció moderna; cap document dels que sobreviuen de l'església primitiva esmenta un evangeli amb aquest nom. Epifani identifica l'evangeli només com "en l'Evangeli utilitzat per ells, anomenat segons Mateu" i "en diuen <l' [evangeli] hebreu". Ja en 1689, el sacerdot francès Richard Simon va donar-li al text el nom d'Evangeli dels ebionites. El nom és utilitzat pels erudits moderns com una manera convenient de distingir el text d'un Evangeli que probablement va ser utilitzat pels ebionites i desfer la creença errònia d'Epifani, que pensava que es tractava d'una versió hebrea del Evangeli segons Mateu. El seu lloc d'origen és incert; s'especula que va ser compost a la regió est del Jordà, on es diu que els ebionites hi tenien activitat, d'acord amb els registres dels Pares de l'Església.

## Composició
Segons els estudiosos Oskar Skarsaune i Glenn Alan Koch, Epifani incorpora extractes del text de l'evangeli en una etapa tardana de la composició del Panarion 30, principalment pel que fa als capítols 13 i 14. Com diu Epifani, "L'Evangeli que es troba entre ells (...) no és complet, però sí falsificat i distorsionat" (13.1-2). En particular, no contenia una part (o tota) dels dos primers capítols de Mateu, els que parlen de la infància del naixement virginal de Jesús i la genealogia de David a través de Salomó. "Han eliminat les genealogies de Mateu (...)" (14.2-3). Hi ha un acord general sobre les set cites d'Epifani en l'edició crítica del "Evangelis judeocristians", per Philipp Vielhauer i Georg Strecker, traduït per George Ogg, a New Testament Apocrypha de Schneemelcher. Les traduccions de Bernhard Pick (1908), amb la seqüència dels quatre fragments disposats en l'ordre de Vielhauer i Strecker des del principi de l'evangeli són les següents:
 Va esdevenir en els dies d'Herodes, rei de Judea, sota el gran sacerdot Caifàs, que Joan va venir i va batejar amb baptisme de penediment al riu Jordà; d'ell es diu que és de la tribu d'Aaron i un fill de Zacaries, el sacerdot i d'Isabel i tots van anar a ell (13: 6).
Hi havia un cert home anomenat Jesús, amb aproximadament trenta anys, qui ens va escollir. I anant cap a Cafarnaüm, va entrar a la casa de Simó, anomenat Pere; i en obrir la seva boca va dir: «Quan vaig passar pel llac de Tiberíades, vaig escollir a Joan i a Jacobo (els fills de Zebedeu), a Simó, Andreu, Felip, Bartomeu, Jacobo, a Tadeu, Simó el Zelota i Judes Iscariot; i a vostè Mateu, com indica el costum, li he cridat perquè em segueixi. Per tant, amb tu seran dotze apòstols per testimoni d'Israel»(13.2b-3).

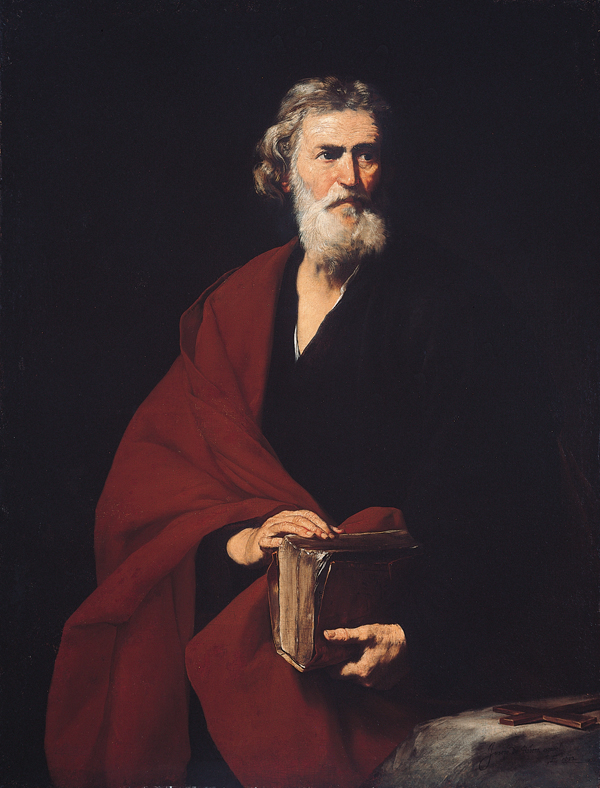
Mateu l'Apòstol és representat com narrant directament el lector en l'evangeli ebionita, havent estat enviat per Jesús «per testimoni d'Israel».

Les tres cites d'Epifani a Panarion 30.13.6, 4 i 7, respectivament, formen l'inici de la narració evangèlica, i inclouen la missió de Joan Baptista, la seva aparença i dieta, i el baptisme de Jesús per Joan. El començament de l'evangeli (13.6) té paral·lelismes amb l'Evangeli de Lluc, però en forma abreujada. El text mostra una familiaritat amb el relat de la infància de Lluc 1:5 tot i no tenir una narrativa pròpia del naixement. Quan parla del text sobre la dieta de Joan (13.4), Epifani denuncia que els ebionites n'han falsificat el contingut, substituint la paraula "llagosta" (akris, ἀκρίς, en 4&l=ca Mateu 3: 4) per "pastís" (egkris, ἐγκρίς), per defensar el vegetarianisme de Joan. La similitud de les paraules en grec ha portat els estudiosos a concloure que el grec era la llengua original de l'Evangeli. En el relat sobre el baptisme de Jesús per Joan (13.7), la veu de Déu parla tres vegades, en estret paral·lelisme amb els evangelis de Marcos 1:11 Lluc 3:23 (tipus textual occidental), i Mateu 3:17, respectivament. La presència de múltiples teofanies baptismals ha donat lloc a un consens entre els estudiosos moderns que el text citat per Epifani és una harmonia dels evangelis sinòptics. L'aparició d'una gran llum en l'aigua pot ser un ressò de la conversió de Pau o una harmonització complementària del Evangeli dels Hebreus a aquest fet. Epifani comença la seva descripció del text evangèlic (13.2b-3) amb una cita que té la narració directament al lector de l'apòstol Mateu. Jesús recorda com van ser escollits els dotze apòstols i parla a Mateu en segona persona: "vostè també Mateu". Encara que s'esmenten els dotze apòstols, només se n'anomenen vuit. Es diu que van ser elegits per Jesús, "per testimoni d'Israel". La frase "qui ens va escollir" ha estat interpretada com a prova que el text pot ser el perdut Evangeli dels Dotze esmentat per Orígenes. No obstant això, es discuteix la identificació del text evangèlic citat per Epifani amb aquest evangeli, d'altra banda, desconegut. La posició sobre aquesta cita va ser assignada provisionalment sobre la base d'un paral·lel amb els evangelis sinòptics.
La cinquena i sisena cites (seguint l'ordre de Vielhauer i Strecker) s'associen a una controvèrsia cristològica. Les polèmiques d'Epifani, juntament amb les seves cites del text evangèlic es mostren en paral·lel:
A més neguen que ell era un home, evident en el terreny de la paraula que el Salvador va dir quan es va informar a ell:  «Heus aquí, la teva mare i els teus germans són aquí fora» , és a dir:  «Qui és la meva mare, i qui són els meus germans? I allargant la mà els seus deixebles, va dir: Aquests són els meus germans, mare i germanes, que fan la voluntat del meu Pare » (14.5)
Diuen que no va ser engendrat de Déu Pare, sinó creat com un dels arcàngels […] que governa sobre els àngels i totes les criatures de Déu; i que ell va venir i va declarar el seu Evangeli, que es diu segons els hebreus, que informa:  «jo he vingut per abolir els sacrificis, si així no deixen de sacrificar, la ira no cessarà de tu»  (16.4-5).
La cinquena cita (14.5) sembla una harmonia de Mateu 12:47-48 i els seus paral·lels sinòptics. No obstant això, la proclamació final de Jesús indica una relació més propera a 2 Climent 09:11 que a qualsevol dels sinòptics. La unitat d'aquesta cita amb el text de l'evangeli en el capítol 13 ha estat qüestionada. El manament per abolir els sacrificis de què parla la sisena cita (16.5) no té paral·lel en els evangelis canònics, i suggereix una relació amb Mateu 5:17 ("No he vingut a abolir la Llei") de la qual es va fer ressò la literatura clementina. 
En referència a un passatge paral·lel en Lluc 22:15, Epifani es queixa que els ebionites han falsificat de nou el text de l'evangeli:
Van destruir l'ordre veritable i van canviar el passatge […] han exposat que els deixebles van dir: «On vols que preparem perquè mengis la Pasqua?». Al que va respondre: «No tinc cap desig de menjar la carn d'aquest anyell pasqual amb vosaltres  (22.4).
amb el que Jesús declara que ell no menjaria carn durant la Pasqua. El context immediat suggereix la possible atribució de la cita a una font clementina, però, segueix sent incerta una relació entre els fragments de l'Evangeli i la literatura de Climent.

## Cristologia

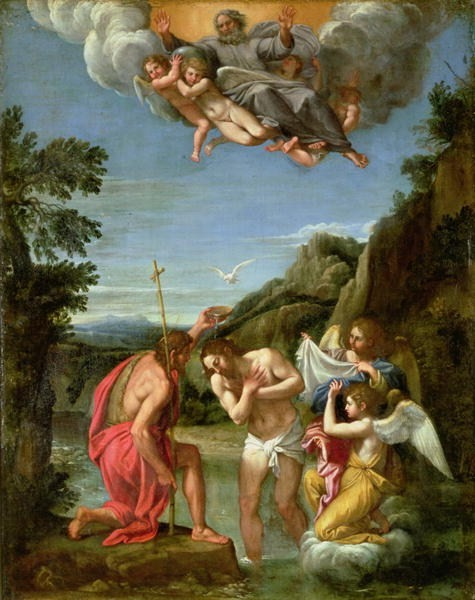
Jesús va arribar a ser un amb Déu per adopció en el seu baptisme, segons l'Evangeli dels ebionites, complint una proclamació del Salm 2: 7: «Tu ets el meu fill, avui jo t'he engendrat».

L'escena del baptisme del text evangèlic (13.7) és una harmonia dels evangelis sinòptics, però en la qual es diu que l'Esperit Sant descendeix sobre Jesús en forma de colom, i entra en ell per elegir-lo. Aquesta elecció divina en el moment del seu baptisme es coneix com una cristologia adopcionista, i es destaca per la cita del Salm 2: 7, com es troba en el "text occidental" de Lucas 3:22: "Tu ets el meu fill, avui jo t'he engendrat". L'Esperit entra en Jesús i la gran llum que ve de l'aigua se suposa que està basada en les profecies d'Isaïes 61: 1 i 9: 1, respectivament.  La seva filiació adopcionista es caracteritza per la creença que Jesús era un simple home, que, en virtut de la seva justícia perfecta, estava imbuït de la divinitat del Crist etern a través del seu baptisme, a fi de dur a terme la tasca profètica per a la qual havia estat elegit. L'absència de qualsevol referència a una filiació davídica en el text evangèlic suggereix que Jesús ha estat escollit per ser el profeta dels últims temps: l'Escollit, enviat per abolir els sacrificis jueus. La cristologia profètica del text evangèlic citat per Epifani coincideix més amb la literatura clementina que amb la cristologia dels ebionites coneguts per Ireneu de Lió Segons els estudiosos Richard Bauckham i Petri Luomanen, Jesús és definit en aquest evangeli com el que ha vingut a abolir els sacrificis en lloc de substituir-los; per la qual cosa és poc probable que defensés la mateixa institució de l'Eucaristia com la definida per cristianisme ortodox al Concili de Nicea. No obstant això, els estudiosos encara no han arribat a un consens sobre el significat del sacrifici de la missió de Jesús com es mostra a l'Evangeli ebionita.

## Vegetarianisme
El canvi en la redacció del text de l'evangeli de "llagosta" (akris) per "coca" (egkris) per a l'alimentació de Joan Baptista (13.4) s'ha interpretat com una evidència del vegetarianisme jueu, però aquesta associació amb el vegetarianisme ha estat qüestionada. Epifani no dona cap indicació de la preocupació pel vegetarianisme en aquesta part del text de l'Evangeli. i pot ser una al·lusió al mannà en el desert de Èxode 16:31 y Llibre dels Nombres 11:8, o, segons l'erudit Glenn Alan Koch, a Primer llibre dels Reis 19:6 on Elies menja pastissos en oli.
A més s'ha trobat evidència a la cita basada en Lluc 22:15 (22,4), on la dita ha estat modificat per la inserció de la paraula "carn" per proporcionar un fonament per al vegetarianisme. El context immediat de la cita suggereix que pot estar estretament relacionat amb una font clementina, les Jornades de Pere. Si llegim la font, veiem que Epifani afirma que els ebionites es van abstenir de "la carn amb l'ànima en el mateix" (15.3), i atribueix aquest ensenyament a interpolacions ebionites, "corrompent els continguts i deixant alguns elements genuïns". A causa de l'estreta relació del que s'ha dit amb la literatura Clementina dels segles iii i iv, la pràctica anterior del vegetarianisme pels ebionites del segle II coneguts per Ireneu ha estat qüestionada. El vegetarianisme estricte dels ebionites conegut per Epifani pot haver estat una reacció al cessament dels sacrificis jueus i una salvaguarda contra el consum de carn impura en un ambient pagà.

## Relació amb altres textos
Epifani es refereix incorrectament a l'evangeli en el seu poder com el Evangeli de Mateu i l'evangeli "segons els Hebreus", potser recolzant-se en i confonent els escrits dels primers Pares de l' Església, Ireneu de Lió i Eusebi de Cesarea, respectivament. El seu col·lega del segle IV Jeroni d'Estridó comenta que tant els natzarens i els ebionites van usar l'Evangeli dels Hebreus, que va ser considerat com el Mateu original de molts d'ells. L'informe de Jeroni és consistent amb els registres previs de Ireneu i Eusebi. La relació entre el Evangeli dels ebionites, el Evangeli dels hebreu , i el Evangeli dels natzarens  no està clara. Tots els evangelis judeocristians sobreviuen només de forma fragmentària, de manera que és difícil saber si es tracta de textos independents o variacions d'un mateix corpus literari. L'acadèmic Albertus Klijn va establir el consens modern, concloent que l'harmonia de l'evangeli composta en grec sembla un text distintiu conegut solament per Epifani. L'estudiosa Marie-Émile Boismard ha afirmat que l'evangeli ebionita depèn en part d'un evangeli hebreu hipotètic com a font; però, aquesta conjectura segueix sent un punt de vista minoritari. La seva suposada relació amb el text de l'evangeli conegut per Orígenes com el Evangeli dels Dotze segueix sent un tema de debat acadèmic.
L'evangeli ebionita és un exemple d'un tipus d'harmonia de l'evangeli que utilitza l'Evangeli de Mateu com un text base, però que no inclou l'Evangeli de Joan; es cregui que és anterior al Diatessaron de Tacià (c. 170), que inclou els quatre evangelis canònics. L'evangeli té un paral·lelisme amb una cita en una homilia de mitjans del segle ii, coneguda com a 2 Climent, el que suggereix que tots dos poden ser dependents d'una tradició d'harmonització d'una font de principis del segle ii. Les fonts dels dits evangèlics harmonitzats utilitzats per Justí Màrtir per compondre la seva Primera Apologia i el Diàleg amb Trifó es van basar igualment en els evangelis sinòptics. Segons l'erudit George Howard, l'harmonització era un mètode de composició àmpliament utilitzat en el període patrístic d'hora. Moltes de les variants heterodoxes que es troben en l'Evangeli dels ebionites poden haver estat adoptades d'un nombre més gran de variants que es trobaven en circulació; un exemple és l'aparició d'una gran llum que va brillar durant el baptisme de Jesús, que també es troba en el Diatessaron.
Els Reconeixements de Climent contenen un document font (Rec. 1,27-71), convencionalment denominat pels estudiosos estudiosos com les Ascensions de Jacob, que es creu que son d'origen judeocristià. Les Ascensions comparteixen una similitud amb l'Evangeli dels ebionites respecte al baptisme dels fariseus per Joan (Pan 30.13.4; Rec. 1.54.6-7), i el manament d'abolir els sacrificis jueus, afegint que són substituïts pel baptisme cristià amb aigua per a la remissió dels pecats. Sobre la base d'aquestes similituds, els acadèmics Richard Bauckham i F. Stanley Jones han postulat una dependència directa de les Ascensions de Jacobo sobre l'Evangeli dels ebionites.

## Inferències sobre els ebionites
L'evangeli que Epifani atribueix als ebionites és una valuosa font d'informació que ofereix als erudits moderns coneixements sobre les característiques distintives d'una ramificació desapareguda del cristianisme jueu. No obstant això, els estudiosos no estan d'acord sobre si la informació continguda dins dels set fragments conservats per Epifani reflecteix fidelment les tradicions de la secta ebionita del segle II coneguda per Ireneu de Lió, o si el seu sistema de creences va canviar, potser considerablement, en un lapse de 200 anys, enfront d'aquest grup d'hora. Sobre els ebionites coneguts per Ireneu (primer esmentats en Contra les heretgies 1.26.2, escrit al voltant de 185) i altres Pares de l'Església abans d'Epifani dels descriure com una secta jueva que considerava Jesús com el Messies, però no era una divinitat. Van insistir en la necessitat de seguir la llei i els ritus jueus i van utilitzar només l'evangeli judeocristià. Els ebionites rebutjaven les epístoles de Pau de Tars, a qui consideraven com un apòstata de la Llei.
En la polèmica d'Epifani contra els ebionites trobada en Panarion 30, una imatge complexa sorgeix de les creences i pràctiques dels ebionites del segle IV que no poden separar-se fàcilment pel seu mètode de combinar entre elles fonts dispars. Mentre que estudiosos com Hans-Joachim Schoeps literalment interpreten el registre d'Epifani com una descripció d'un desenvolupament sincrètic posterior al ebionisme, més estudis recents han trobat que és difícil conciliar el seu informe amb els dels Pares de l'Església anteriors, donant lloc a una conjectura per l'erudit Petri Luomanen de la possible presència d'un segon grup de hel·lenístic-samarità de ebionites. El rebuig dels sacrificis jueus i la implicació d'una cristologia d'un profeta del temps de la fi, a causa de la manca d'una narrativa del naixement, donen suport a l'associació de l'Evangeli dels ebionites amb un grup o grups diferents dels ebionites coneguts per Ireneu.
L'erudició en l'àrea d'estudis judeocristians ha tendit a basar-se en construccions artificials similars a les desenvolupades pels primers heresiòlegs cristians, amb el supòsit que totes les creences i pràctiques d'aquests grups es van basar en la teologia. Això ha portat a la perpetuació de les definicions ideològiques que no tenen en compte la pluriformitat d'aquests grups, el que reflecteix les diferències en la geografia, períodes de la història i l'origen ètnic. Pel que fa a Epifani i els ebionites, en particular, s'ha prestat prou atenció a la naturalesa altament especulativa de les seves construccions teològiques i la seva barreja conjunta de diferents fonts, incloent l'ús d'una harmonia de l'evangeli que pot haver tingut res a veure amb la secta ebionita coneguda per Ireneu. Al final, es presenta un quadre enigmàtic dels ebionites i el seu lloc en la història del cristianisme primitiu. Aquests fragments de l'Evangeli ofereixen un dels pocs indicis del seu món.